# Comune distrettuale di Varėna
Il comune distrettuale di Varėna è uno dei 60 comuni della Lituania, situato nella regione della Dzūkija.